# 瓦赫鲁希
瓦赫鲁希（羅馬化：Vakhrushi）是俄罗斯基洛夫州的市级镇，属斯洛博茨科伊区，位于维亚特卡河流域内尼库林卡河（Никулинка）畔，地处基洛夫州中部，在区行政中心斯洛博茨科伊西南、州府基洛夫东北方。
该地2021年人口有9,179人；2010年人口9,715；2002年人口10,654；1989年人口12,269。